# UCAMムルシアの選手一覧
UCAMムルシアの選手一覧は、UCAMムルシアに所属している選手・監督・コーチの一覧。

## 現役選手・スタッフ
2017-18シーズン

### スタッフ
| 役職         | 名前                 | 在籍年   | 前職             | 備考 |
| 監督         | リュイス・プラナグマ | 2017年 - | グラナダCF B監督 |      |
| ヘッドコーチ | ルイス・カサス       | 2017年 - |                  |      |

### 選手
| Pos | No. | 選手名                   | 在籍年   | 前所属                 | 備考                                       |
| GK  |     | ポル・バジェステ         | 2017年 - | グラナダCF B           | 新加入                                     |
| GK  |     | ヘルマン・パルレニョ     | 2017年 - | エルチェCF             | 新加入                                     |
| DF  | 3   | フアン・ゴンゴラ         | 2014年 - | クルトゥラル・レオネサ | 主将                                       |
| DF  | 5   | フラン・ペレス           | 2014年 - | カディスCF             | 第三主将                                   |
| DF  |     | ダニ・ペレス             | 2014年 - | CDトレド               | CDトレドからのレンタルバック               |
| DF  |     | カルロス・モレノ         | 2017年 - | CDミランデス           | 新加入                                     |
| DF  |     | ラファ・パエス           | 2017年 - | ADアルコルコン         | 新加入                                     |
| DF  |     | ハビ・フェルナンデス     | 2017年 - | UCAMムルシアB          | カンテラからの昇格・新加入                 |
| MF  | 17  | リッチー・キトコ         | 2016年 - | アステラス・トリポリス |                                            |
| MF  |     | イシ・リオス             | 2015年 - | FCカルタヘナ           | レンタルバック                             |
| MF  |     | チェビ                   | 2017年 - | ブルゴスCF             | 新加入                                     |
| MF  |     | アルベルト・ビバンコス   | 2017年 - | ジローナFC             | 新加入                                     |
| MF  |     | ダビド・ロペス           | 2017年 - | SDウエスカ             | 新加入                                     |
| MF  |     | ホナタン・ニゲス         | 2017年 - | RCDマヨルカ            | 新加入                                     |
| MF  |     | マテウス・サンターナ     | 2017年 - | ワトフォード U23       | ワトフォードFC U23からのローン移籍・新加入 |
| FW  |     | マーク・フェルナンデス   | 2017年 - | UEリャグステーラ       | 新加入                                     |
| FW  |     | ビクトル・ガルシア       | 2017年 - | CFバダローナ           | 新加入                                     |
| FW  |     | ウルコ・アーロヨ         | 2017年 - | ロルカFC               | 新加入                                     |
| FW  |     | アルトゥーロ・ロドリゲス | 2017年 - | FCカルタヘナ           | 新加入                                     |
| FW  |     | アルベルト・キレス       | 2017年 - | コルドバCF             | コルドバCFからのローン移籍・新加入         |

### ローン移籍
out
| Pos | 選手名 | 在籍年 | 前所属 | 移籍先 | 移籍期間 | 備考 |

## 歴代主将

### 主将
- フアン・ゴンゴラ

### 副主将
- ビエル・リバス

### 第3主将
- フラン・ペレス

### 第4主将
- テキオ

## 在籍した監督・選手

### 監督
- ルイス・ガルシア・テヴェネット (2012年 - 2013年)
- カルロス・ガブリエル・コレア・ビアナ (2013年 - 2014年)
- ホセ・エロイ・ヒメネス・モレノ (2014年 - 2015年)
- ホセ・マリア・サルメロン (2015年 - 2016年)
- フランシスコ・ロドリゲス (2016年 - 2017年)
- リュイス・プラナグマ (2017年 - )

### スタッフ

#### コーチ
- ハイメ・ラモス (20xx - 2017年)
- ルイス・カサス (2017年 - )

#### ゴールキーパーコーチ
- ホセ・オヨナーテ

### 選手

#### GK
| - フェルナンド・マルティネス・ルビオ (2012年・2016年 - 2017年) - ミゲル・エスカローナ (2014年 - 2017年) - ビエル・リバス (2016年 - 2017年) - ポル・バジェステ (2017年 - ) - ヘルマン・パルレニョ (2017年 - ) |

#### DF
| - テキオ (2012年 - 2017年) - フアン・ゴンゴラ (2014年 - ) - フラン・ペレス (2014年 - ) - ダニ・ペレス (2014年 - ) - ウーゴ・アルバレス (2016年 - 2017年) - ダビド・モリージャス (2016年 - 2017年) - ウナイ・アルビスア (2016年 - 2017年) - カルロス・モレノ (2017年 - ) - ラファ・パエス (2017年 - ) - ハビ・フェルナンデス (2017年 - ) |

#### MF
| - ノノ (2014年 - 2017年) - イシドロ・ロス・リオス (2015年 - ) - セルヒオ・モラ・サンチェス (2016年) - ヴルネト・バシャ (2016年 - 2017年) - フアン・コジャンテス (2016年 - 2017年) - リッチー・キトコ (2016年 - ) - ペレ・ミジャ (2016年 - 2017年) - フアンデ (2016年 - 2017年) - ビセンテ・ペレス (2016年 - 2017年) - ティト (2016年 - 2017年) - セドリック・マブワティ (2017年) - マヌエル・サンチェス (2017年) - チェビ (2017年 - ) - アルベルト・ビバンコス (2017年 - ) - ダビド・ロペス (2017年 - ) - マテウス・サンターナ (2017年 - ) - ホナタン・ニゲス (2017年 - ) |

#### FW
| - ホナ (2016年 - 2017年) - ナタリオ (2016年 - 2017年) - フアンマ・デルガド (2016年) - ルイス・フェルナンデス (2017年) - ダビド・マジョラル (2017年) - イバン・サルバドール (2017年) - マーク・フェルナンデス (2017年 - ) - ビクトル・ガルシア (2017年 - ) - ウルコ・アーロヨ (2017年 - ) - アルトゥーロ・ロドリゲス (2017年 - ) - アルベルト・キレス (2017年 - ) |

## カンテラ出身者
- 2017-18
  -  ハビ・フェルナンデス (UCAMムルシアB→UCAMムルシア)